# Chalid al-'Aid
Chalid Abdulaziz al-'Aid (arabisch خالد العيد, DMG Ḫālid al-ʿAid, oft englisch als Khaled Al Eid transkribiert; * 2. Januar 1969 in Riad) ist ein Springreiter aus Saudi-Arabien.

## Werdegang
Bei den Olympischen Spielen 2000 in Sydney gewann der bis dahin international kaum in Erscheinung getretene Al Eid völlig überraschend auf Kaschm al-Aʿan die Bronzemedaille im Springreiten. Damit ist er der erste Araber, der bei einem olympischen Reitturnier eine Medaille gewann.
Vier Jahre zuvor hatte er bereits für Saudi-Arabien an den Olympischen Springreitwettbewerben 1996 teilgenommen, wo er ebenfalls mit Kaschm al-Aʿan 30. in der Einzelwertung und 18. mit der Mannschaft wurde.
Zudem nahm er an den Weltreiterspielen 2002 (mit Kaschm al-Aʿan 69. in der Einzelwertung und 18. mit der Mannschaft) und an den Asienspielen 2006 teil. Bei den Letzteren gewann er mit Alriyadh mit der Mannschaft die Goldmedaille und erreichte in der Einzelwertung Rang zehn.
Al-'Aid ist als Reiter überwiegend im arabisch geprägten Raum aktiv, so gewann er unter anderem die Weltcupspringen von Alexandria 2005 (mit Alriyadh), Dschidda 2005 (mit Alriyadh), Schardscha 2006 (mit Lucky Star), Riad 2006 (mit Alriyadh), Al-Budayyi' 2007 (mit Silvano), Damaskus 2007, Dubai 2008, Abu Dhabi 2009 und Damaskus 2009 (jeweils mit Alriyadh). Einen seiner größten Erfolge außerhalb von Championaten feierte er zudem im September 2010 mit dem Gewinn des Großen Preises von Gijón (CSIO 5*) mit Presley Boy.
Bei den Weltreiterspielen 2010 erreichte er mit Presley Boy Rang 8 mit der Mannschaft und Rang 12 im Einzel. Nach dem ersten Umlauf der Mannschaftsprüfung hatte er noch in Führung in der Einzelwertung gelegen. Ebenfalls mit Presley Boy nahm er an den Asienspielen 2010 in Guangzhou teil. Hier erreichte er die Bronzerang in der Einzelwertung und gewann mit der Mannschaft zudem Gold. Im Dezember 2011 gewann er bei den Panarabische Spielen in Doha mit Vanhoeve Mannschaftsgold und wurde Einzel-Vierzehnter.

## Unerlaubte Medikation
Ende Mai 2012 wurde al-'Aid, zusammen mit seinem Landsmann Abdullah Sharbatly, von der FEI für acht Monate rückwirkend zum 24. Februar 2012 gesperrt. Grund war der Fund von verbotener Medikationen in bei einer Dopingprobe von al-'Aids Pferd Vanhoeve, hier wurden die Substanzen Phenylbutazon und Oxyphenbutazon nachgewiesen. Beide fochten das Urteil vor dem CAS an, dieser verkürzte die Sperren auf jeweils zwei Monate für al-'Aid und Sharbatly. Als Begründung wurde mindere Schwere des Vergehens angeführt. Das Urteil wurde verschiedentlich kritisiert, unter anderem auch der International Jumping Riders Club als Interessenvertretung der im internationalen Spitzensport tätigen Springreiter. Dieser gibt an, das CAS-Urteil mit Überraschung zur Kenntnis genommen zu haben, denn verglichen mit ähnlichen Vorfällen wären in früheren Zeiten schwerere Strafen ausgesprochen worden. Das Prinzip der Gleichheit aller Reiter solle gewährleistet sein. Es gehe auch um die Glaubwürdigkeit des CAS, zu einem Moment, zu dem die FEI ein aufwändiges Clean-Sport-Programm betreibe.